# 椎津駅
椎津駅（しいづえき）は、千葉県市原市姉崎海岸にある京葉臨海鉄道臨海本線の貨物駅である。

## 駅概要
車扱貨物の取扱駅であるが、貨物列車の発着はなくなっており、事実上の休止駅である。
かつては住友化学千葉工場への専用線があり、信越本線新井駅へ発送するアセトアルデヒドなどの化学薬品を取り扱っていたが、コンテナ化により廃止された。また、日本板硝子千葉事業所への専用線もあった。

## 歴史
- 1965年（昭和40年）6月1日：開業。
- 1968年（昭和43年）10月1日：当駅 - 袖ケ浦駅（現・北袖駅）間延伸開業により中間駅となる[1]。

## 駅周辺
- 出光興産千葉製油所
- 住友化学千葉工場
- 日本板硝子千葉事業所
- 東日本旅客鉄道（JR東日本）姉ケ崎駅

## 隣の駅
京葉臨海鉄道
■臨海本線
前川駅 - 椎津駅 - （北袖分岐点） - 北袖駅
■臨海本線（支線）
椎津駅 - （北袖分岐点） - 京葉久保田駅